# Ljevičarski fašizam
Ljevičarski fašizam ili crveni fašizam je izraz iz područja političkog nadmetanja koji vrednuje realsocijalističke sustave i političku ljevicu kao jedan od oblika fašizma, a ponekad fašističke državne sustave i desničarski antikapitalizam kao "ljevicu". 

## Pregled
Talijanski demokrati 1926. su godine prvi put nazvali sovjetski komunizam „ljevičarskim fašizmom“, da bi ga usporedili s talijanskim fašizmom kako bi obje struje kritizirali kao nedemokratske političke opcije.
Od 1929. godine njemački socijaldemokrati nazivaju komunističke sljedbenike "crveni fašisti". Isto tako su komunisti kategorizirali socijaldemokrate kao „socijalne fašiste“. 
Taj pojam je su suprotnosti samorazumijevanju mnogih ljevičarskih skupina koji se definiraju po „antifašizmu“ a, i okreće protiv njih jer općenito poistovjećuje fašizam s emancipacijskim teorijama socijalizma.
1960-ih godina njemački filozof i sociolog Jürgen Habermas uporabio je izraz "lijevi fašizam" (Linksfaschismus) za okarakterizirati izvanparlamentarne ljevičarske militantne i terorističke skupine.
Izraz se 2010-ih upotrijebio i u Hrvatskoj, da bi se opisalo agresivne skupine koje sebe pripisuju lijevoj strani političkog spektra.

## Teorija totalitarizma
Benito Mussolini je godinama prije prelaska u fašističku stranku bio istaknuti socijalistički političar.
Nakon izborne pobjede Benita Mussolinija u Italiji, liberalni političar Giovanni Amendola je bio prvi, koji je 1925. godine talijanske fašiste, i sovjetske komuniste nazvao „totalitarističkim“ (totalitario): fašizam i komunizam je nazvao kao  "totalitarni odgovor na liberalizam i demokraciju".

## Nacionalni socijalizam
Sukladno fašističkom samo-razumijevanju neki su povjesničari etiketirali antikapitalističke elemente unutar fašizma u Europi kao „ljevičarski fašizam". Ernst-Otto Schüddekopf je to tako nazivao i u knjizi, Bis alles in Scherben fällt – Die Geschichte des Faschismus („Dok sve padne u ruševine - povijest fašizma“) 
Francuski fašisti Marcel Deat, Eugene Deloncle, Valois i Jacques Doriot prešli su iz socijalizma na fašizam i pokušavali su ostvariti socijalizam na nacionalnoj razini. U fašizmu Oswalda Mosleya socijalističke komponente su također bile vrlo istaknute.

## Vanjske poveznice
- Left-wing Fascism: an intellectual disorder[neaktivna poveznica] (engleski)
- Telospress (engleski)